# Condado de Sullivan (Nueva York)
El condado de Sullivan (en inglés, Sullivan County) es un condado del estado de Nueva York, Estados Unidos. Según el censo de 2020, en ese momento tenía una población de 78 624 habitantes. Tiene una población estimada, a mediados de 2021, de 79 806 habitantes.
La sede del condado es Monticello.

## Geografía
Según la Oficina del Censo, el condado tiene un área total de 2581 km², de la cual 2507 km² son tierra y 74 km² son agua.

### Condados adyacentes
- Condado de Delaware, Nueva York - norte
- Condado de Ulster, Nueva York - noreste
- Condado de Orange, Nueva York - sureste
- Condado de Pike, Pensilvania - suroeste
- Condado de Wayne, Pensilvania - oeste

## Demografía
Según la estimación 2016-2020 de la Oficina del Censo, los ingresos promedio de los hogares del condado son de $60,433 y los ingresos promedio de las familias son de $72,302. Los ingresos per cápita de los últimos doce meses, medidos en dólares de 2020, son de $32,346.  Alrededor del 13.3% de la población está bajo el umbral de pobreza nacional.
En el 2000, los ingresos promedio de los hogares del condado eran de $36,998 y los ingreso promedio de las familias eran de $36,110. Los hombres tenían ingresos per cápita de $36,666 versus $25,754 para las mujeres. Los ingresos per cápita para el condado eran de $18,892. Alrededor del 16.30% de la población estaba bajo el umbral de pobreza nacional.

## Ciudades, pueblos, villas y otras localidades
- Barryville (aldea)
- Bethel (pueblo)
- Bloomingburg (villa)
- Callicoon (aldea)
- Callicoon (pueblo)
- Cochecton (pueblo)
- Delaware (pueblo)
- Fallsburg (pueblo)
- Forestburgh (pueblo)
- Fremont (pueblo)
- Grahamsville (aldea)
- Harris (aldea)
- Highland (pueblo)

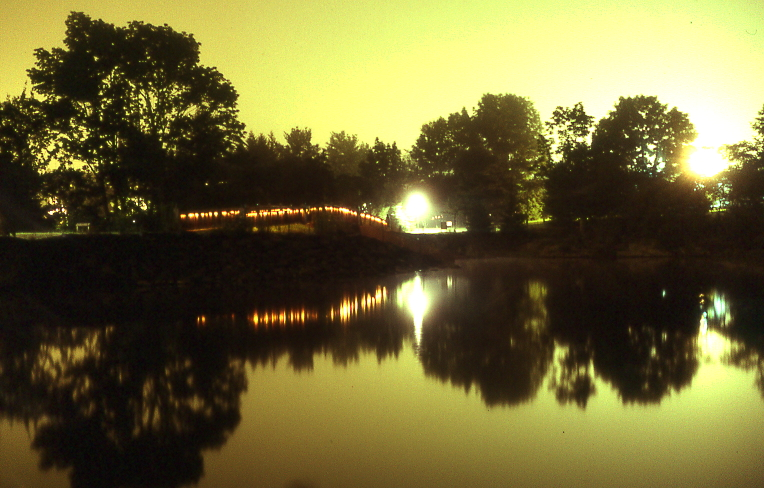
Lake Nityananda, Fallsburg

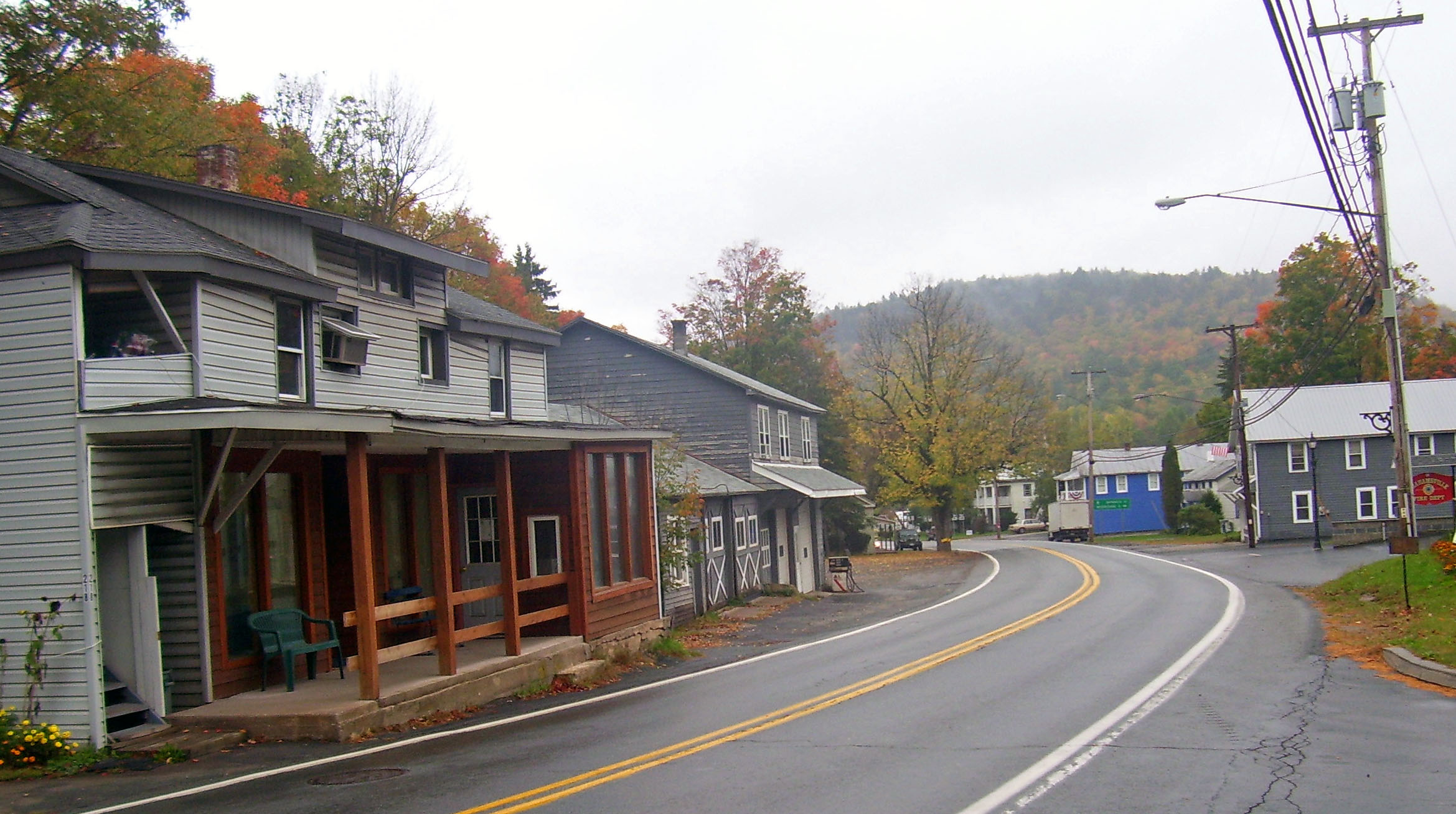
Aldea de Grahamsville

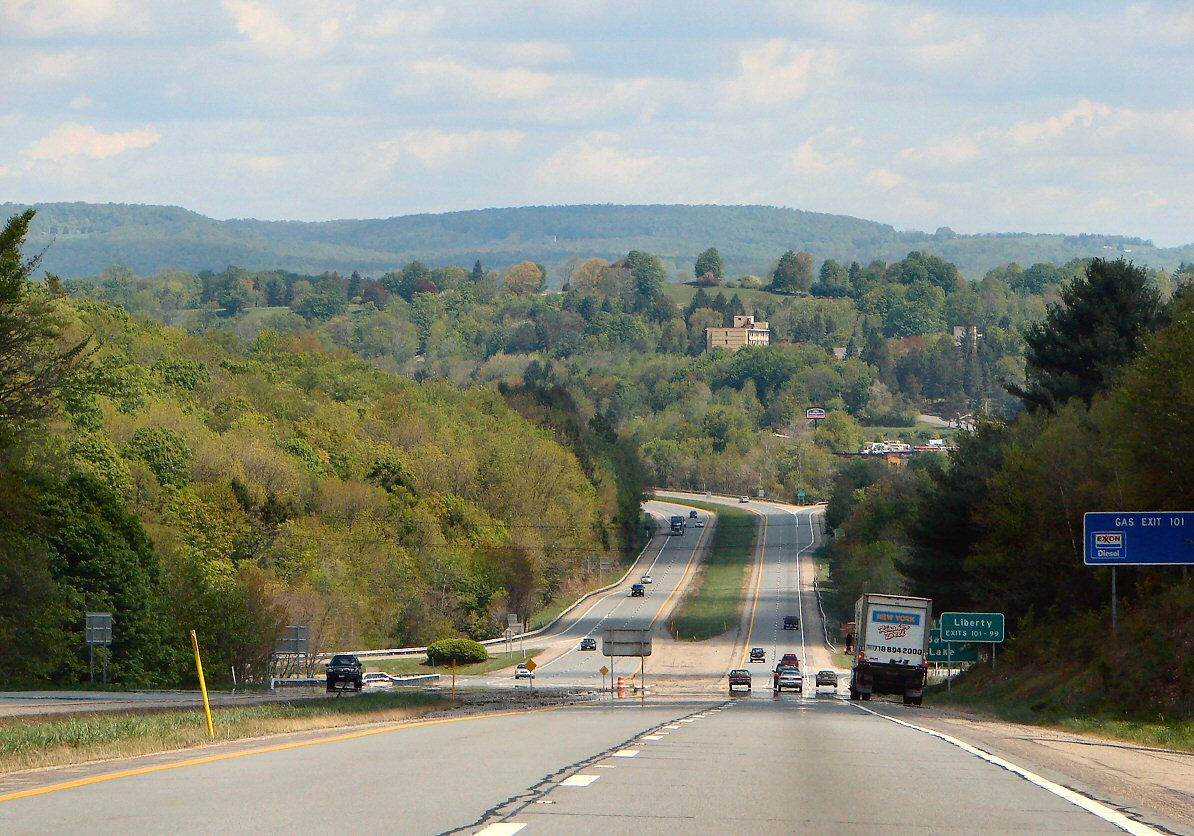
Ruta Estatal de Nueva York 17 en Liberty

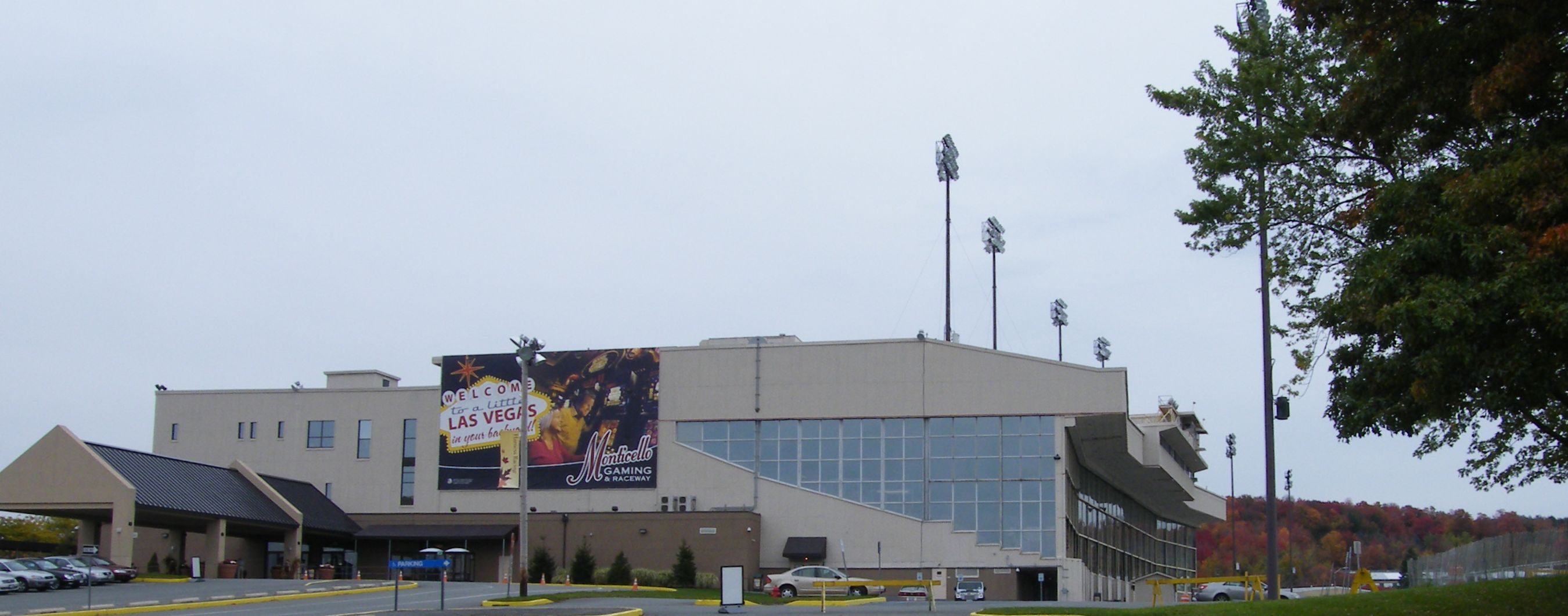
Monticello Raceway en Monticello

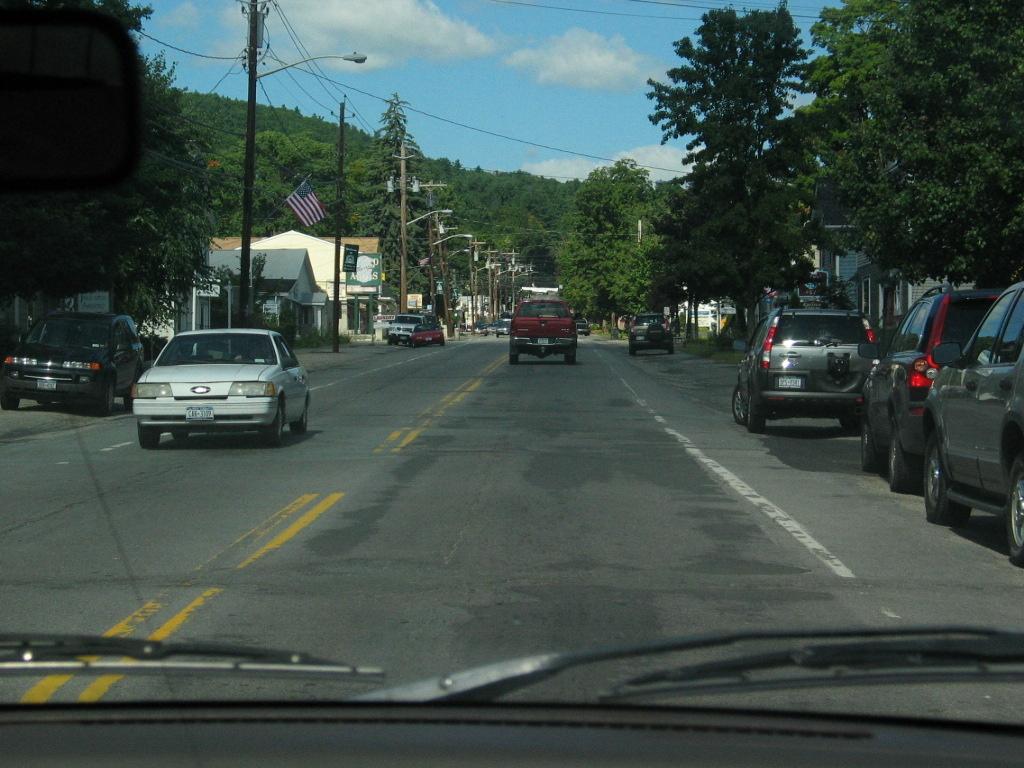
Villa de Wurtsboro

- Hortonville (lugar designado por el censo)
- Hurleyville (aldea)
- Jeffersonville (villa)
- Liberty (villa)
- Liberty (pueblo)
- Livingston Manor (aldea)
- Loch Sheldrake (aldea)
- Lumberland (pueblo)
- Mamakating (pueblo)
- Monticello (villa)
- Narrowsburg (aldea)
- Neversink (pueblo)
- Rock Hill (aldea)
- Rockland (pueblo)
- Roscoe (aldea)
- Smallwood (aldea)
- South Fallsburg (aldea)
- Thompson (pueblo)
- Tusten (pueblo)
- Woodbourne (aldea)
- Woodridge (villa)
- Wurtsboro (villa)

 En paréntesis el tipo de gobierno local.